# .kw
.kw – domena internetowa przypisana od roku 1992 do Kuwejtu i administrowana przez Kuwait Institute for Scientific Research.

## Domeny drugiego poziomu
- edu.kw : instytucje naukowe i badawcze
- com.kw : podmioty gospodarcze i osóby fizyczne
- net.kw : podmioty gospodarcze i osóby fizycze
- org.kw : organizacje non-profit
- gov.kw : jednostki samorządu terytorialnego